# Departamentos del Perú
Los departamentos (denominados incorrectamente «regiones») son las circunscripciones políticas, administrativas y jurídicas de mayor nivel en que se divide el Perú. Están dotados de gobiernos regionales autónomos elegidos democráticamente. Desde 2003, el Perú cuenta con 26 circunscripciones de nivel regional: 24 departamentos y dos provincias con regímenes especiales, a saber: la provincia constitucional del Callao, que cuenta con un gobierno regional propio sin pertenecer a ningún departamento; y la provincia de Lima, que no depende del gobierno regional de su departamento homónimo, sino que su municipalidad cuenta con facultades y competencias de gobierno regional, a la vez que se halla excluida del proceso de regionalización. Actualmente, no se ha establecido ninguna región de manera oficial. Luego de la creación de los gobiernos regionales, es frecuente nombrar equivocadamente como región a cualquiera de los 24 departamentos y a la Provincia Constitucional del Callao, pues estas circunscripciones territoriales poseen un gobierno regional propio. La provincia de Lima ha sido exceptuada de este proceso y no formará parte de ninguna región.
Los departamentos se crearon en 1821 durante el nacimiento de la República, siguiendo el modelo francés, como reemplazo de las intendencias de la época virreinal. Posteriormente, hubo sucesivas divisiones que dieron lugar a la creación de los actuales departamentos. Por su parte, las regiones –que fueron mencionadas en la Constitución de 1979– recién serían instauradas en 1987 mediante la Ley 24650. En febrero de 1993 mediante Ley 26922, el presidente Alberto Fujimori las reemplazó con los Consejos Transitorios de Administración Regional (CTAR). En 2002 se incluyó nuevamente a las regiones en la Constitución, creándose gobiernos regionales con autonomía política, económica y administrativa, para cada departamento para la Provincia de Lima y la Provincia Constitucional del Callao, con el fin de iniciar el proceso de descentralización y fusionar los departamentos mediante referéndum.

## Historia

### Las corregimientos del Virreinato del Perú
El régimen de corregimientos se aplicó a partir de 1574 en las posesiones del Imperio español en América hasta 1784.
El virrey Francisco Álvarez de Toledo, el 22 de diciembre de 1574, les dio a los jueces de naturales el título de corregidores y reorganizó sus territorios estableciéndolos más allá de la jurisdicción de la Audiencia de Lima. Quedaron establecidos así los corregimientos de indios (o de naturales). Fijó su número en 71, subdivididos en 614 repartimientos (encomiendas) y 712 doctrinas, todos los cuales eran sufragáneos de la ciudad de Lima y de 9 corregimientos de españoles:

Después, el Licenciado Lope García de Castro, governando este Reyno, nombró en algunos pueblos y repartimientos de indios Jueces de naturales, á los cuales señaló salario, y mandó que cobrasen dos reales de cada indio tributario de los que tuviese en juridición; y estos Jueces quedaron subjetos á los Corregidores délas ciudades, en cuanto á las apelaciones y execución de lo que se les mandava. Después, el Visorrey Don Francisco de Toledo les dio títulos de Corregidores, con jurisdición cebil y criminal, en cierta forma, como se verá por una Carta acordada que despacho, el traslado de la cual va con esta relación.
Antonio de Eraso, 13 de noviembre de 1581

### Listado de corregimientos en elsigloXVI
Listado de acuerdo a la Relación de los Corregimientos y otros officios que se proveen en los reynos é provincias del Perú, en el distrito y gobernación del Vissorrey dellos, realizada con fecha 6 de febrero de 1583 por Martín Enríquez de Almansa y Ulloa, sexto virrey del Perú. Se agregan los cambios ocurridos durante el siglo XVI y otros nombres con que se los conoció.
Distrito de la Real Audiencia de Lima:
- Corregimiento de la Ciudad de Lima o de los Reyes, bajo su jurisdicción estaban:
  - Huarochirí
  - Huaylas
  - Villa de Ica
  - Jauja
  - Villa de Arnedo (luego llamado Chancay)
  - Cajatambo (o Ámbar y Cajatambo)
  - Canta
  - Yauyos
  - Cañete (creado en 1576 con partes de Ica y de Lima)
  - Cercado de Lima (creado en 1591 con partes de Lima y de Cañete)

- Corregimiento de Arequipa, bajo su jurisdicción estaban: 
  - Arica
  - Camaná
  - Characato y Vitor
  - Collaguas (luego llamado Cabanaconde o Cayllomas)
  - Condesuyos de Arequipa
  - Carumas y Ubinas (luego llamado Moquegua o Colesuyo)

- Corregimiento de Chachapoyas, bajo su jurisdicción estaban: 
  - Cajamarquilla (luego llamado Pataz)
  - Los Pacllas
  - Luya y Chillaos

- Corregimiento de Huamanga, bajo su jurisdicción estaban: 
  - Angaraes y Chocorbos (luego llamado Castrovirreyna)
  - Azángaro (luego llamado Huanta)
  - Lucanas, Soros y Andamarcas
  - Hananchilques (luego llamado Vilcas Huamán)
  -  Huancavelica (creado en 1581 con parte de Huamanga, pero suprimido en 1585)
  - Castrovirreyna (creado en 1591)

- Corregimiento de Huánuco, bajo su jurisdicción estaban:
  - Conchucos
  - Huamalíes
  - Tarma y Chinchaycocha (o Jarama y Chinchaycocha)

- Corregimiento de Trujillo, bajo su jurisdicción estaban: 
  - Cajamarca
  - Chicama y Chimo (o Chiclayo)
  - Piura y Paita
  - Villa de Santa
  - Villa de Saña

- Corregimiento del Cuzco, bajo su jurisdicción estaban:
  - Abancay
  - Andahuaylas
  - Los Andes (luego llamado Paucartambo)
  - Aymaraes
  - Yucay (luego llamado Calca y Lares o Urubamba)
  - Canas y Canchis (originalmente eran dos corregimientos distintos, fueron reunidos a fines del siglo XVI o principios del XVII y luego llamado Tinta)
  - Chilques y Masques (luego llamado Paruro)
  - Condesuyo y Chumbivilcas
  - Cotabambas (luego llamado Omasayos)
  - Parinacochas
  - Andahuaylillas (creado a fines del siglo XVI o principios del XVII y luego llamado Quispicanchi)
  - Gobernación de Vilcabamba
  - Collasuyo del Collao (también llamado Azángaro y Asillo)
  - Urcosuyo en el Collao (luego llamado Cabana y Cabanilla, y luego Lampa)
  - Carabaya

Distrito de la Real Audiencia de Charcas
- Corregimiento de La Paz, bajo su jurisdicción estaban: 
  - Chucuito (en 1578 pasó a ser una gobernación del rey de España)
  - Paucarcolla (luego llamado Puno)

### Las intendencias del Virreinato del Perú
El régimen de intendencias se aplicó a partir del siglo XVIII en las posesiones del Imperio español en América y las Filipinas debido, principalmente, al buen desempeño que tuvo el sistema en España. Los reyes, imbuidos en el pensamiento del absolutismo ilustrado, deseaban reformar la administración de sus posesiones, uniformándola y promoviendo el bienestar, junto con mejorar los ingresos de la Real Hacienda y la defensa de tales territorios. El Virreinato del Perú se hallaba dividido en ocho intendencias, a saber Lima, Cuzco, Arequipa, Puno, Trujillo, Huancavelica, Huamanga y Tarma, más la Comandancia General de Maynas. Como consecuencia de la revolución de Túpac Amaru II, a propuesta del visitador José Antonio de Areche el 7 de julio de 1784 se ordenó aplicar el régimen de intendencias en el Virreinato del Perú suprimiendo los corregimientos. Fueron aplicadas las ordenanzas del Río de la Plata con adaptaciones, siendo intendencia de ejército y provincia la de Lima y el resto solo de provincia: Arequipa, Cuzco (desde 1788 tuvo unida la presidencia), Huamanga, Huancavelica, Tarma y Trujillo. Fue creada también la intendencia de Chiloé, pero en 1789 se la transformó en el gobierno de Chiloé. En 1796 fue transferida al Perú la intendencia de Puno, separada del Río de la Plata.

### Inicios de la República y creación de los departamentos
En el Reglamento Provisional del Protectorado que estableció don José de San Martín, se estipuló la creación de cuatro departamentos en los territorios entonces libres: Trujillo, La Costa, Huaylas y Tarma, a los cuales se agregó La Capital, luego Lima, tras la jura de la Independencia. Al finalizar la guerra, el Perú se hallaba dividido en ocho departamentos con territorios similares o equivalentes a las jurisdicciones de las ex intendencias virreinales. Con el transcurrir del tiempo se crearon nuevos departamentos y provincias especiales (provincias litorales, provincias fluviales), llegando al año de 1980 contando con veinticuatro departamentos y una provincia especial (la del Callao). Como la concentración del poder político y económico se incrementaba en Lima, la capital del país, muchas administraciones trataron de descentralizar el país aunque con poco éxito. Diversos textos constitucionales ingresaron figuras políticas como juntas departamentales (1823, 1828, 1856, 1886), consejos departamentales (1873) y congresos regionales (1919), los cuales quedaban descartados al poco tiempo.

### Las Corporaciones Departamentales de Desarrollo (CORDES)
Durante el Gobierno Revolucionario de las Fuerzas Armadas, el ejecutivo descentralizó algunas de sus decisiones mediante la creación de Organismos Departamentales de Desarrollo (ORDES), luego llamadas Corporaciones Departamentales de Desarrollo (CORDES), organismos encargadas principalmente de la gestión de obras de infraestructura específicas determinadas en sus respectivas leyes de creación, desde los mismos territorios donde se ejecutaban.

### Creación de las regiones

Regiones Políticas creadas durante el gobierno aprista de Alan García (1985-1990).

La constitución peruana de 1979 contuvo previsiones para la descentralización del poder mediante la creación de regiones autónomas pero estas no fueron implementadas. Durante los últimos años del primer periodo gubernamental de Alan García, el gobierno enfrentó la posibilidad de perder las elecciones presidenciales de 1990 debido a una crisis económica generalizada y a la inestable aprobación popular. Como forma de establecer una fuente de poder alternativa, promulgando la Ley 24650 «Ley de Bases de la Regionalización», el 20 de marzo de 1987, el régimen estableció doce regiones autónomas el 20 de enero de 1989 con la esperanza de ganar algunas elecciones a este nivel.
Sin embargo, debido a lo apresurado de su creación, los gobiernos regionales carecieron de recursos fiscales propios, así que dependieron de la bondad del gobierno central para los fondos. En las elecciones presidenciales de 1990 salió elegido Alberto Fujimori, un candidato sin experiencia política previa. Fujimori retuvo las transferencias financieras a los gobiernos regionales y luego, el 29 de diciembre de 1992, las reemplazó con los Consejos Transitorios de Administración Regional (CTAR) creados para cada región.

### Retorno a los departamentos e intentos de regionalización
Habiendo disuelto el congreso durante la crisis constitucional de 1992, Alberto Fujimori convocó a elecciones para una Asamblea Constituyente la cual promulgó la Constitución de 1993. Este nuevo texto, aunque significaba el retorno a los departamentos, sentó las bases para la creación de las regiones con gobiernos autónomos, según lo señalado en el artículo 189.º:

El territorio de la República está integrado por regiones, departamentos, provincias y distritos, en cuyas circunscripciones se constituye y organiza el gobierno a nivel nacional, regional y local, en los términos que establece la Constitución y la ley, preservando la unidad e integridad del Estado y de la Nación.

Sin embargo, también se disponía que fuera la misma ciudadanía quien eligiera qué departamentos debieran fusionarse mediante referéndum, tal como su artículo 190.º lo estipula:

El proceso de regionalización se inicia eligiendo gobiernos en los actuales departamentos y la Provincia Constitucional del Callao... Mediante referéndum podrán integrarse dos o más circunscripciones departamentales contiguas para constituir una región, conforme a ley.

Cabe destacar que tales fusiones departamentales nunca llegaron a efectuarse. La Ley Marco de Descentralización, promulgada el 30 de enero de 1998, confirmó la permanencia de los consejos transitorios, ahora bajo la supervisión del Ministerio de la Presidencia.
En noviembre de 2000, Fujimori renunció debido a acusaciones de autoritarismo, corrupción y violaciones de derechos humanos. Después de un gobierno de transición dirigido por Valentín Paniagua, Alejandro Toledo fue elegido presidente para el periodo 2001-2006 en un contexto que incluyó la creación de gobiernos regionales. La nueva administración dispuso el marco legal para las nuevas divisiones administrativas en la Ley de Bases de la Descentralización, promulgada el 17 de julio de 2002, y la Ley Orgánica de Gobiernos Regionales promulgada el 19 de noviembre de 2002.
Los nuevos gobiernos regionales fueron elegidos el 20 de noviembre de 2002, uno por cada antiguo departamento y uno en la Provincia Constitucional del Callao. La provincia de Lima, que contiene a la capital, fue excluida del proceso por estar destinada a no conformar parte de ninguna de las futuras regiones. En las elecciones de 2001, muchos de los gobiernos regionales fueron a partidos de la oposición, con doce ganadas por el Partido Aprista y solo una por Perú Posible, el partido del entonces presidente Toledo. La combinación de una fuerte oposición y un gobierno deficiente llevaron a la preocupación sobre una inminente crisis política, sin embargo, este no fue el caso ya que los nuevos gobiernos regionales fueron absorbidos por problemas locales y mostraron poca iniciativa en la política nacional.

Propuestas de región votadas en el referéndum del 2005. Ninguna fue aprobada.

Todavía quedaba por ser dado el último paso para la conformación de regiones: La fusión de departamentos. Debido a que las circunscripciones territoriales que los gobiernos regionales heredaron de los departamentos son consideradas muy pequeñas, mediante referéndum con aprobación mayoritaria en todos los departamentos de una propuesta de región, de conformidad con la Ley Bases de la Descentralización se prevé la creación de las regiones luego de que los departamentos expresen su aprobación.
El primer referéndum de este tipo fue llevado a cabo el 30 de octubre de 2005 con las siguientes propuestas a ser consultadas en las urnas:
- Región Cusco-Apurímac: Apurímac, Cuzco
- Región Sur Andina: Arequipa, Puno, Tacna
- Región Ica-Ayacucho-Huancavelica: Ayacucho, Huancavelica, Ica
- Región Nor-Centro-Oriental: Áncash, Huánuco, Junín, Lima, Pasco
- Región Norte: Lambayeque, Piura, Tumbes

Estas propuestas fueron rechazadas por el electorado de todas las regiones involucradas con la excepción de Arequipa, por lo que ninguna fusión fue puesta en marcha. Nuevas elecciones para los gobiernos regionales fueron celebradas el 19 de noviembre de 2006; la mayoría de los gobiernos regionales fueron a manos de movimientos políticos locales en lugar de ir a partidos nacionales. El APRA, que ganó las elecciones presidenciales del 4 de junio de 2006, solo logró ganar en dos departamentos, todos los otros partidos nacionales ganaron todavía menos.

Mapa con los proyectos de conformación de regiones del Perú a ser votadas en referéndum.

Tras el retroceso que significó el referéndum de 2005, pocas propuestas de conformación de regiones han sido presentadas. En octubre de 2006, comenzaron las primeras conversaciones entre los gobiernos regionales de Áncash, Húanuco y Ucayali. Las conversaciones desembocaron en la primera propuesta de conformación regional tras el referéndum a la fecha (2009), la (Macro) Región Nor Centro Oriente acto que fue oficializado en Palacio de Gobierno en menos de cuatro meses, el 10 de diciembre de 2008. Del lado opuesto, los sucesos de la paralización del departamento de Moquegua de 2008 confrontaron a los departamentos de Moquegua y de Tacna por la repartición del canon minero en medio de protestas violentas en ambas regiones, que dejó distancias políticas poco salvables para su ingreso en un proceso común de conformación regional.
El 20 de noviembre de 2017, los gobiernos regionales de la Libertad, Tumbes, Piura, Lambayeque, San Martín, Amazonas, Loreto y Cajamarca acordaron la constitución de la Mancomunidad Regional Macro Región Nor Oriente del Perú, cuyo Comité Ejecutivo se encuentra presidido por el gobernador regional de Tumbes, Wilmer Dios Benites, mientras que la gerencia general recayó en Yehude Simon Munaro.

## Gobiernos regionales
Los departamentos se gobiernan mediante sus respectivos gobiernos regionales. De acuerdo a la Ley Orgánica de Gobiernos Regionales, las responsabilidades de los gobiernos regionales incluyen el desarrollo de la planificación regional, ejecución de proyectos de inversión pública, promoción de las actividades económicas y administración de la propiedad pública. Los gobiernos regionales están compuestos de un gobernador y un consejo, los cuales sirven por un periodo de cuatro años; adicionalmente, existe un consejo de coordinación integrado por los alcaldes provinciales y representantes de la sociedad civil.
El Gobernador Regional (anteriormente llamado Presidente Regional) es el Jefe de Gobierno; sus funciones incluyen proponer y ejecutar el presupuesto, designar a los oficiales de gobierno, promulgar decretos y resoluciones, ejecutar planes y programas regionales y administrar las propiedades y rentas regionales. El Consejo Regional debate y vota sobre el presupuesto sugerido por el presidente regional, también supervisa a todos los oficiales de gobierno y puede deponer de su cargo al presidente, su vicepresidente y a cualquier miembro del consejo. El Consejo de Coordinación Regional tiene un papel consultivo en los asuntos de planeamiento y presupuesto, no tiene poderes ejecutivos ni legislativos.
La Ley Orgánica de Gobiernos Regionales estipula la transferencia gradual de las funciones del gobierno central a las regiones, una vez determinada su acreditación como capaz de embarcarse en esas tareas. Para supervisar este proceso, la Ley de Bases de la Descentralización creó el Consejo Nacional de Descentralización. Sin embargo, esta institución fue criticada de ser burocrática e inefectiva por el gobierno de Alan García, entonces Presidente de la República. Por eso, el 24 de enero de 2007, el consejo fue abolido y reemplazado por la Secretaría de Descentralización, una dependencia del despacho del primer ministro. Dos meses después, los gobernadores regionales reunidos en la ciudad de Huánuco establecieron una Asamblea Nacional de Gobiernos Regionales como una institución de coordinación alternativa, independiente del Gobierno Central.

## Departamentos del Perú
En la actualidad, no se encuentra constituida ninguna región política en el país, siendo la única categoría de circunscripción político-administrativa del país. Eventualmente todos los departamentos deben fusionarse para conformar regiones mediante referéndum. La información del ubigeo, área y población presentada en la siguiente tabla ha sido recopilada de datos oficiales del censo de 2017 realizado por el Instituto Nacional de Estadística e Informática (INEI). Los números de ubigeo son usados por el INEI para identificar las subdivisiones administrativas nacionales.
| Ubigeo | Bandera             | Departamento       | Escudo | Capital          | Población  | Población       | Población       | Superficie (km²) | Creación | Ubicación |
| Ubigeo | Bandera             | Departamento       | Escudo | Capital          | Censo 2017 | Estimación 2022 | Estimación 2022 | Superficie (km²) | Creación | Ubicación |
| ------ | ------------------- | ------------------ | ------ | ---------------- | ---------- | --------------- | --------------- | ---------------- | -------- | --------- |
| 1      |                     | Amazonas           |        | Chachapoyas      | 379 384    | 429 515         | 429 515         | 39 200           | 1832     |           |
| 2      |                     | Áncash             |        | Huaraz           | 1 083 519  | 1 194 580       | 1 194 580       | 35 900           | 1835     |           |
| 3      |                     | Apurímac           |        | Abancay          | 405 759    | 429 936         | 429 936         | 20 900           | 1873     |           |
| 4      | Bandera de Arequipa | Arequipa           |        | Arequipa         | 1 382 730  | 1 554 251       | 1 554 251       | 63 300           | 1825     |           |
| 5      |                     | Ayacucho           |        | Ayacucho         | 616 176    | 670 967         | 670 967         | 43 800           | 1822     |           |
| 6      |                     | Cajamarca          |        | Cajamarca        | 1 341 012  | 1 454 484       | 1 454 484       | 33 300           | 1855     |           |
| 7      |                     | Callao             |        | Callao           | 994 494    | 1 171 658       | 1 171 658       | 147              | 1857     |           |
| 8      | Bandera del Cuzco   | Cuzco              |        | Cuzco            | 1 205 527  | 1 380 760       | 1 380 760       | 72 000           | 1822     |           |
| 9      | Huancavelica        | Huancavelica       |        | Huancavelica     | 347 639    | 351 085         | 351 085         | 22 100           | 1822     |           |
| 10     | Huánuco             | Huánuco            |        | Huánuco          | 721 047    | 755 280         | 755 280         | 37 300           | 1869     |           |
| 11     |                     | Ica                |        | Ica              | 850 765    | 1 020 054       | 1 020 054       | 21 300           | 1866     |           |
| 12     |                     | Junín              |        | Huancayo         | 1 246 038  | 1 374 642       | 1 374 642       | 38 400           | 1825     |           |
| 13     |                     | La Libertad        |        | Trujillo         | 1 778 080  | 2 077 489       | 2 077 489       | 25 500           | 1821     |           |
| 14     |                     | Lambayeque         |        | Chiclayo         | 1 197 260  | 1 339 031       | 1 339 031       | 14 500           | 1872     |           |
| 15     |                     | Lima Metropolitana |        | Lima             | 9 485 405  | 10 004 133      | 10 004 133      | 2672             | 1821     |           |
| 16     |                     | Lima Provincias    |        | Huacho           | 910 466    | 982 166         | 982 166         | 32 130           | 1821     |           |
| 17     |                     | Loreto             |        | Iquitos          | 883 510    | 1 044 907       | 1 044 907       | 368 800          | 1866     |           |
| 18     |                     | Madre de Dios      |        | Puerto Maldonado | 141 070    | 185 496         | 185 496         | 85 300           | 1912     |           |
| 19     |                     | Moquegua           |        | Moquegua         | 174 863    | 197 440         | 197 440         | 15 700           | 1853     |           |
| 20     | Pasco               | Pasco              |        | Cerro de Pasco   | 254 065    | 269 341         | 269 341         | 25 000           | 1944     |           |
| 21     |                     | Piura              |        | Piura            | 1 856 809  | 2 103 133       | 2 103 133       | 35 700           | 1861     |           |
| 22     |                     | Puno               |        | Puno             | 1 172 697  | 1 226 663       | 1 226 663       | 67 000           | 1822     |           |
| 23     |                     | San Martín         |        | Moyobamba        | 813 381    | 924 516         | 924 516         | 51 300           | 1906     |           |
| 24     |                     | Tacna              |        | Tacna            | 329 332    | 384 342         | 384 342         | 16 100           | 1875     |           |
| 25     |                     | Tumbes             |        | Tumbes           | 224 863    | 259 548         | 259 548         | 4700             | 1942     |           |
| 26     |                     | Ucayali            |        | Pucallpa         | 496 459    | 614 993         | 614 993         | 102 200          | 1980     |           |
| -      |                     | Perú               |        | Lima             | 29 381 884 | 33 400 410      | 33 400 410      | 1 285 200        | 1821     |           |